# Pozos de Nieve de Izaña
Los pozos de Nieve de Izaña son varios neveros artificiales situados en la montaña de Izaña, entre los términos municipales de La Orotava y Güímar, en la isla de Tenerife (Canarias, España). Están declarados bien de interés cultural con la categoría de Sitio Etnológico.

## Historia
Durante los siglos XVII, XVIII y XIX la nieve se explotó económicamente en las tres islas más altas del archipiélago Canario: Gran Canaria, Tenerife y La Palma. En los municipios tinerfeños de Arafo y La Orotava existían hasta diecinueve pozos documentados, en los que se recogía la nieve caída en invierno. Después de compactada y protegida con capas de vegetación, gracias a la orientación septentrional de los pozos, la nieve se conservaba por meses. El suministro al puerto de Santa Cruz, ciudad de La Laguna y Villa de La Orotava, tenía fines terapéuticos, para conservación de alimentos y para preparar refrescos y helados, llegándose a exportar a las islas de La Palma y Gran Canaria.

## Descripción

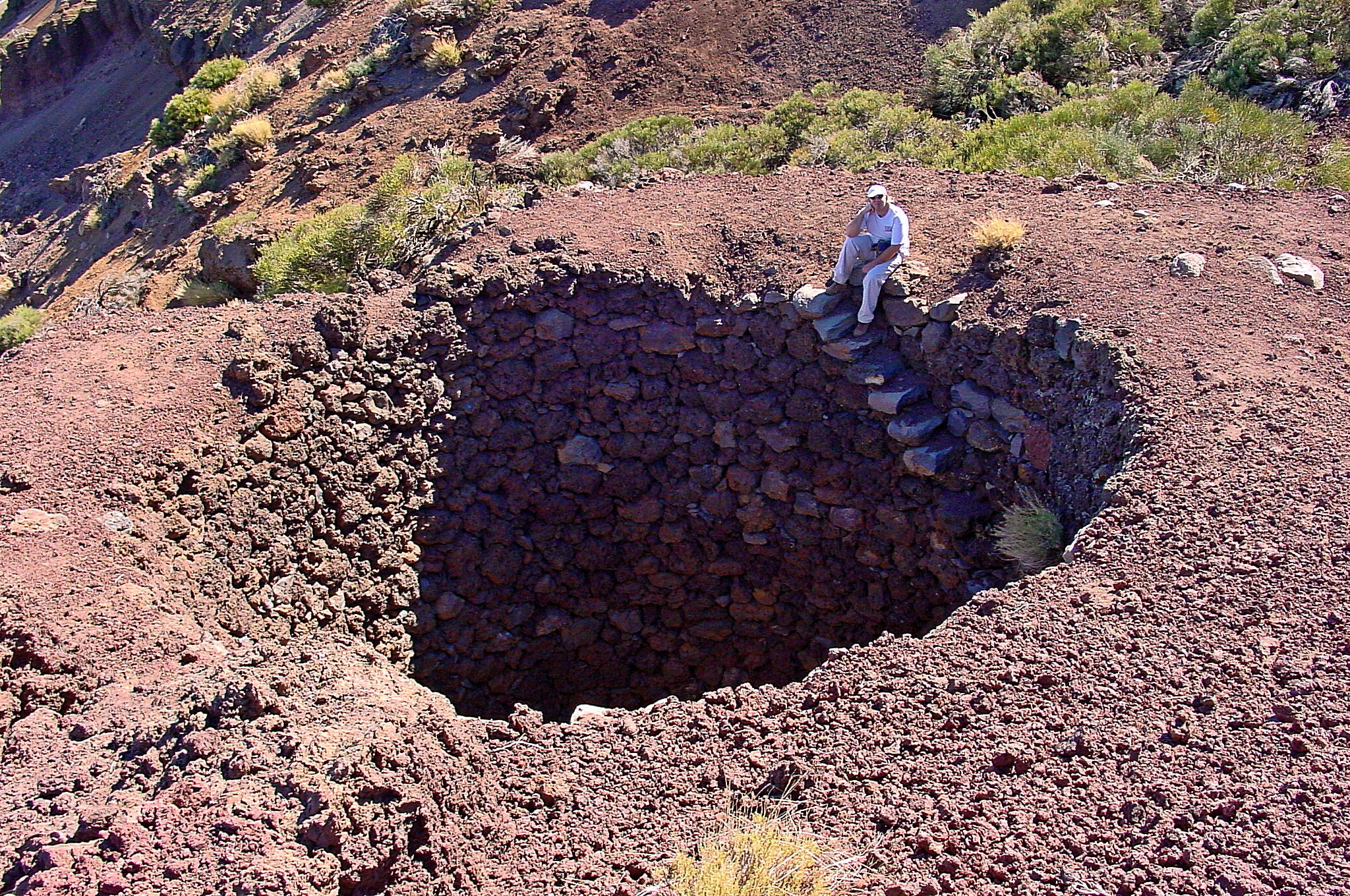
Vista de un pozo.

El mayor de los pozos, situado en la ladera norte de la montaña de Izaña, tiene un diámetro aproximado de 6 metros y una profundidad de 8. Sus paredes, ligeramente inclinadas, están formadas por bloques de lava apilados sin mortero, accediéndose al interior por una escalera espiral de piedras basálticas que sobresalen del muro. Otros dos pozos de características similares se encuentran actualmente semienterrados. Uno forma pareja con el mayor (Pozos de Abajo), mientras que el otro está algo por encima (Pozo de Arriba). También se incluye en la declaración de Sitio Etnológico el Pozo de la Fuente de Mal Abrigo, cuyo estado de conservación es considerablemente peor.